# Bungie Studios
Bungie Studios er en amerikansk spiludvikler, der blandt andet har skabt spillene Oni, Marathon og Halo-serien.
Selskabet var tidligere ejet af Microsoft, men meddelte 5. oktober 2007 at de havde valgt at blive et privat firma i stedet.
Selskabet er mest kendt for sine 3 spil i Halo-serien, som i dag er nogle af de mest solgte spil nogensinde.

## Spil
- Operation: Desert Storm (1991)
- Minotaur: The Labyrinths of Crete (1992)
- Pathways Into Darkness (1993)
- Marathon (1994)
- Marathon 2: Durandal (1995)
- Marathon Infinity (1996)
- Myth: The Fallen Lords (1997)
- Myth II: Soulblighter (1998)
- Oni (2001)
- Halo: Combat Evolved (2001)
- Halo 2 (2004)
- Halo 3 (2007)
- Halo 3: ODST (2009)
- Halo: Reach (2010)
- Halo 4 (2012)
- Destiny (2014)
- Destiny 2 (2017)
- Matter